# Goodbye Town
Goodbye Town é o título de uma canção gravada pela banda norte-americana de música country Lady Antebellum. Foi lançado em maio de 2013 como o segundo single de Golden, o quinto álbum de estúdio da banda. A canção foi escrita por Hillary Scott, Charles Kelley, Dave Haywood e Josh Kear.

## Recepção da crítica
Billy Dukes, da Taste of Country, deu à canção quatro estrelas de cinco, elogiando o crescimento do grupo e afirmando que os vocais são "agradavelmente surpreendentes". Já Joseph Hudak, da Country Weekly, foi menos favorável ao criticar o ar sério e a velocidade da música, atribuindo um C+ à canção.

## Videoclipe
O vídeo da música foi dirigido por Peter Zavadil e liberado em maio de 2013 no The Ellen DeGeneres Show.

## Performance comercial
"Downtown" estreou na 36ª posição no Hot Country Songs no dia 1 de junho de 2013, mas posteriormente atingiu a 22ª posição. Na Billboard Hot 100, estreou em 98º lugar e a melhor colocação foi a 80ª posição.
| Paradas                                  | Melhor posição |
| ---------------------------------------- | -------------- |
| Canadá - Canadian Hot 100                | 77             |
| Estados Unidos - Billboard Hot 100       | 80             |
| Estados Unidos - Billboard Country Songs | 22             |